# Screen pop
Para centros de llamadas que proporcionan integración entre un sistema telefónico y una computadora de un agente, un Pop de pantalla o Screen Pop es usado para mostrar información acerca de una llamada que ha sido enviada al agente.
Para llamadas entrantes, los pops de pantalla pueden incluir información del cliente como nombre, número de teléfono, número de cuentas, información proporcionada por IVR, etc.